# أوليفيرا
أوليفيرا (17 أكتوبر 1981 في البرازيل - ) هو لاعب كرة قدم برازيلي في مركز حراسة المرمى.

## وصلات خارجية
- أوليفيرا على موقع قاعدة بيانات كرة القدم.إي يو (الإنجليزية)
- أوليفيرا على موقع Soccerway.com (الإنجليزية)